# Giovanni Segantini – Leben und Werk
Giovanni Segantini – Leben und Werk ist ein dokumentarisches Künstlerporträt über Giovanni Segantini von Gaudenz Meili. Die Uraufführung erfolgte am 9. November 1990 im Kunsthaus Zürich.

## Handlung
Giovanni Segantini (1858–1899), der grosse Maler des Engadins und der Schweizer Alpenwelt, starb auf dem Höhepunkt seines Schaffens im Alter von 41 Jahren auf dem Schafberg bei Pontresina. Aus Mailand kommend, wo er sein Kunststudium absolviert hatte, waren die weiteren Stationen seines künstlerischen Schaffens Savognin, Soglio und Maloja im Engadin. Seine Themen befassten sich mit dem Hochgebirge und seinen Menschen, die er mit reinen, ungemischt aufgetragenen Farben malte. Mit seiner virtuos beherrschten Strichtechnik wurde Segantini zu einem der international bedeutendsten Vertreter des Divisionismus. Später gab er seinen Bildern oft eine symbolisierende Bedeutung.

## Rezeption

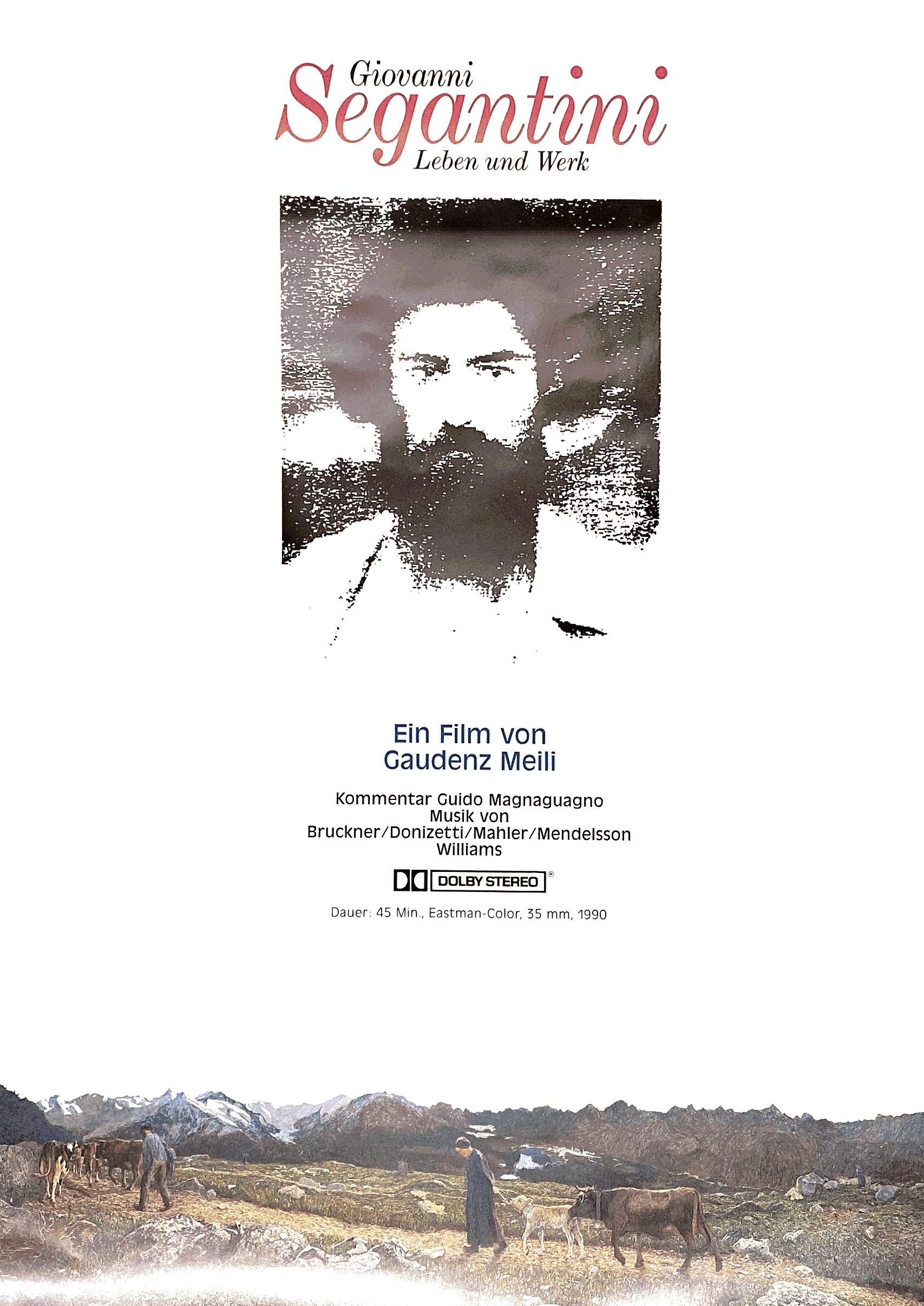
Filmplakat

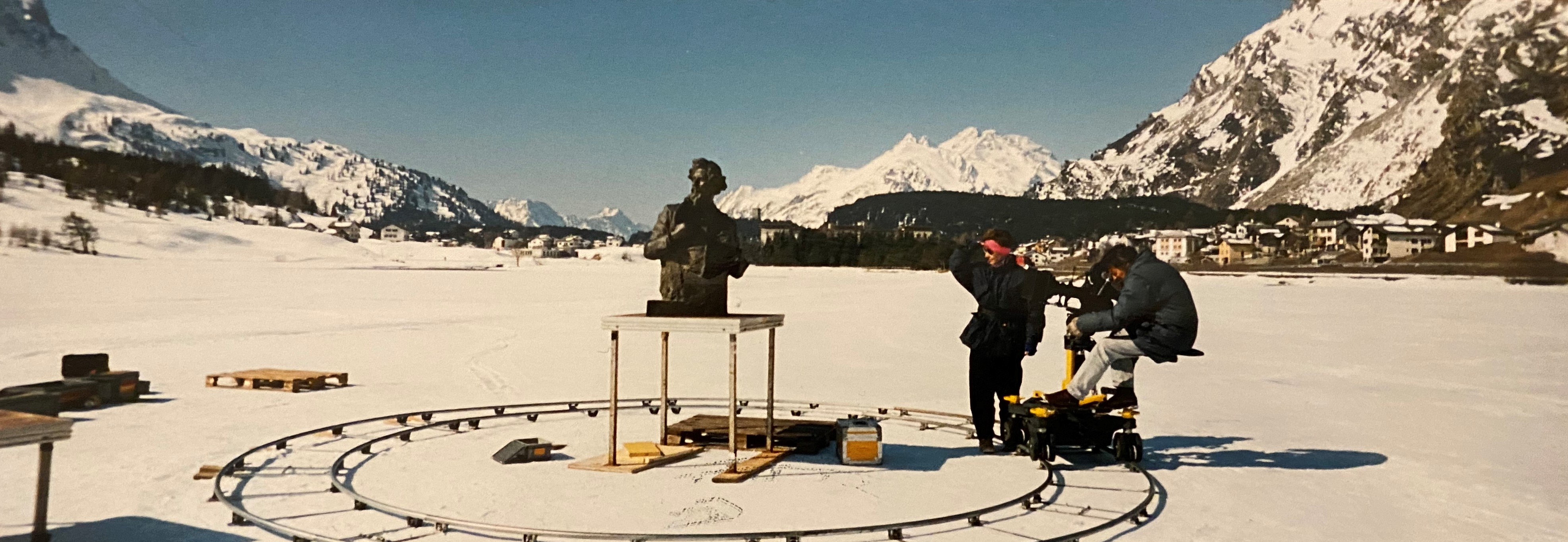
Filmset

Das Magazin Terra Grischuna schrieb im März 1994:

«Der Film ist voller Vitalität. Die Stationen von Segantinis Leben und die Entwicklungsstufen seines Schaffens werden dem Zuschauer emotionell und dramatisch nahegebracht. Der Landschaftseindruck auf dem Gemälde wird verstärkt, indem die Kamera plötzlich unmerklich in die lebendige Realität hinüberwechselt […]. Meisterhaft wird eine Verstärkung erzielt durch die Verwendung einer grossartigen Musik. Es ist ein lebensbejahender Film, schön im griechischen Sinn, wo das Schöne zugleich auch die Kraft des Guten erfahren lässt.»

Die Kunst- und Antiquitätenmesse (KAM) schrieb im Februar 1997:

«In seinem Film gelingt es Gaudenz Meili, Giovanni Segantinis Leben und Werk aufzuschlüsseln und an dem lange zum ‹Idyllenmaler› verkommenen Künstler neues Mass zu nehmen. […] Segantinis Bedürfnis nach Harmonie, nach Identität von Mensch und Natur, werden in diesem Film sichtbar gemacht.»

Georges Ammann, ehemaliger Leiter des Verlags Pestalozzianum, schrieb im Februar 1999:

«Giovanni Segantini – Leben und Werk hat nichts von seiner eindrücklichen Prägnanz eingebüsst, zu der auch der sachkundige Kommentar von Guido Magnaguano wesentlich beiträgt. Der Film schlüsselt Segantinis Leben und Werk auf, indem er an dem lange zum ‹Idyllenmaler› verkommenen Künstler neu Mass nimmt. Besonders nachhaltig ist es Gaudenz Meili gelungen, Segantinis tief empfundenes Bedürfnis nach Harmonie, nach Identität von Mensch und Natur in seinem Film sichtbar zu machen.»

## Hintergrund
Der Film entstand auf die Segantini-Ausstellung von 1990/1991 im Kunsthaus Zürich hin und wurde dort zu einem Publikumserfolg. In fünf Sprachversionen vorhanden, wurde er auch auf Ausstellungen in Madrid, Paris und Wien gezeigt. 3sat und SWF strahlten ihn aus, Verhandlungen mit dem italienischen und dem kanadischen Fernsehen folgten.

## Auszeichnungen
- 1991: Wettbewerbsbeitrag Giovanni Segantini – Sa vie et son œuvre am 9e Festival international du film sur l’Art, Montréal